# امپراتور سوجین
امپراتور سوجین (انگلیسی: Emperor Sujin) دهمین امپراتور ژاپن بود.